# Lukovičasta glava
Lukovičasta glava (ruski: луковичная глава) oblik je arhitektonske kupole, osobito kod pravoslavnih crkvi u Istočnoj Europi, naročito u Rusiji i Ukrajini. Ovaj tip kupole pojavljuje se i u Bavarskoj u Njemačkoj kao dio baroknih građevina i katoličkih crkvi. Lukovičasta glava također se javlja i u Austriji, Indiji, na Bliskom istoku i u Srednjoj Aziji.
Povjesničari umjetnosti imaju više različitih mišljenja o postanku lukovičastih kupola. Bizantska i kijevskoruska arhitektura odlikuju se otvorenim i glatkim kupolama bez posebne podignute strukture iznad tornja. Svaki toranj u ruskoj crkvi ima posebnu metalnu strukturu ili gredu, koja je povezana sa željeznom pločom. Velike lukovičaste glave kupola pojavile su se od 17. stoljeća u ruskoj arhitekturi. Posebne su poznate lukovičaste glave iz tog vremena na području grada Jaroslavlja.
Druga česta vrsta kupola u arhitekturi pravoslavnih crkvi je šljemasta kupola, poput kupole na katedrali sv. Sofije u Novgorodu i katedrale Uznesenja u Vladimiru. U Ukrajini su uglavnom kruškolike kupole, poput kupole katedrale sv. Sofije u Kijevu. Postoji i pupolika kupola, kao na crkvi sv. Andrije u Kijevu.

## Galerija
- Lukovičaste glave na katedrali sv. Vasilija Blaženog u Moskvi.
- Lukovičaste glave na crkvi na otoku Kiži.
- Crkva sv. Marije u Ramersdorfu u Njemačkoj.
- Crkva u Mittersillu u Austriji.